# Nhạc cụ dây dùng vĩ
Nhạc cụ dây dùng vĩ là các nhạc cụ dây được chơi bằng cách dùng một chiếc vĩ cọ xát vào các dây của nhạc cụ, nhờ đó làm dây rung lên và phát ra âm nhạc.

## Danh sách các nhạc cụ dây dùng vĩ

### Họ Violon

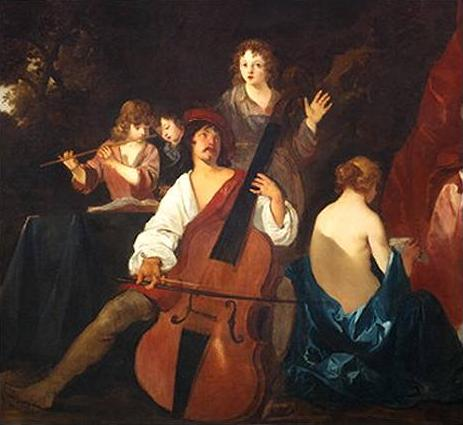
Tranh vẽ của Peter Lely khoảng năm 1640 miêu tả một nhạc công đang chơi violone.

|        |       |             |            |          |
| Violin | Viola | Violoncelle | Contrebass | Octobass |

### HọViol
- Violone
- Viola d'amore

### Một số nhạc cụ khác

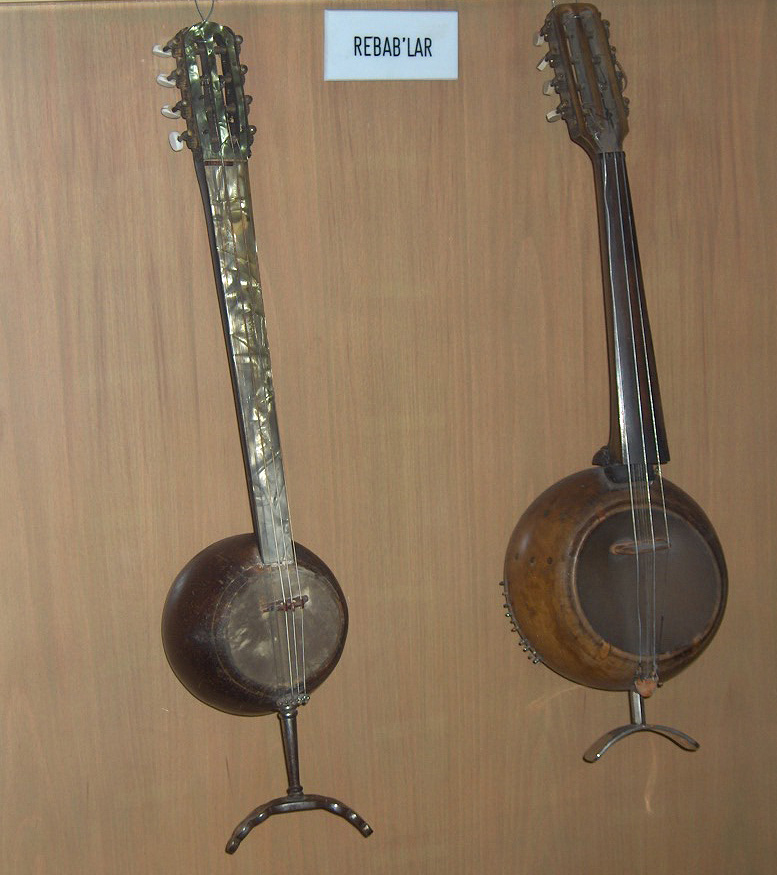
Một cặp rehab.

- Đàn lia Đông La Mã
- Rebab
- Mã đầu cầm
- Gusle
- Hồ cầm